# Regionale Afvalstoffendienst Hoeksche Waard
De Regionale Afvalstoffendienst Hoeksche Waard (RAD Hoeksche Waard) is de afvaldienst van het eiland Hoeksche Waard in de provincie Zuid-Holland. De dienst is een samenwerkingsverband van de vijf gemeenten op het eiland: Oud-Beijerland, Binnenmaas, Strijen, Cromstrijen en Korendijk.
De RAD is verantwoordelijk voor het inzamelen, bewerken en verwerken van huis- en bedrijfsafval in de Hoeksche Waard en het toezien op en handhaven van de naleving van de Wet Milieubeheer en de Afvalstoffenverordening Hoeksche Waard.
Naast de inzameling van afvalstoffen,  exploiteert de dienst de milieustraat in Greup. Ook geeft de RAD voorlichting aan inwoners en bedrijven.
Bij de milieustraat kan men terecht voor grof vuil, echter maximaal 6 keer per jaar. In totaal mag iemand niet meer dan 6 m³ per jaar storten. Indien men toch meer afval wil storten moet extra worden bijbetaald. De milieustraat is alleen bedoeld voor huishoudelijk afval van inwoners van de Hoeksche Waard. Het storten van bedrijfsafval is niet toegestaan.
De RAD is opgericht op 1 januari 1958 onder de naam Intercommunaal Lichaam Reiniginsdienst Mijnsheerenland en Omstreken en is daarmee een van de oudste gemeenschappelijke regelingen van Nederland.